# Sincoraea
Sincoraea — род растений семейства Бромелиевые (Bromeliaceae) произрастающий на территории Бразилии (Баия, Минас-Жерайс).

## Ботаническое описание

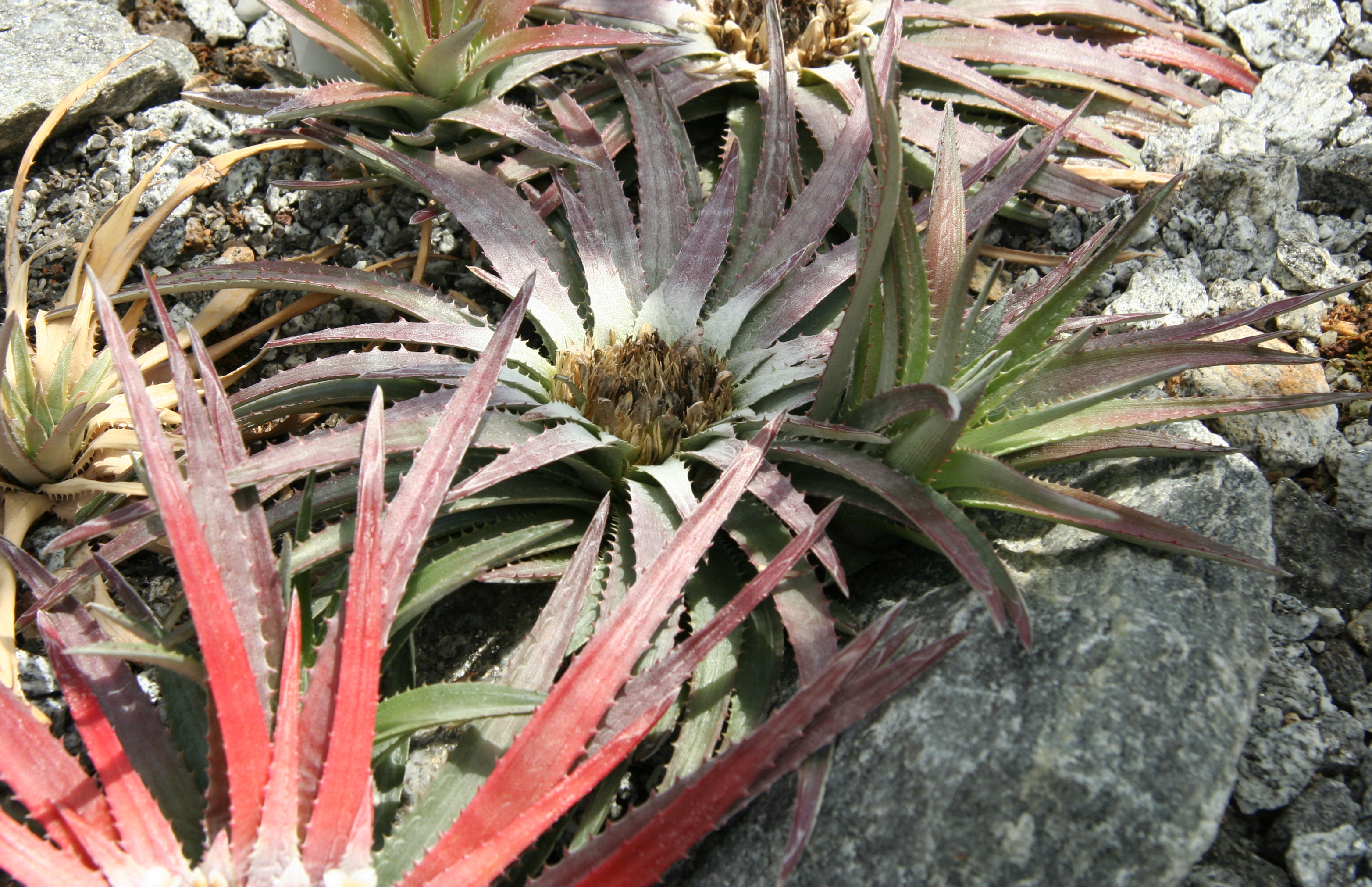
Sincoraea burle-marxii

Представители рода характеризуются невысокими стеблями, которые покрыты листовыми влагалищами. Листья, которые образуют характерную розетку, могут быть прямыми, дуговидными или серповидными. Листовые влагалища имеют черепичатую структуру и могут быть треугольными, бело-зеленоватыми и различаться от чешуевидных до голых. Края листовых влагалищ могут быть пильчатыми. Листовые пластинки имеют различную текстуру, от кожистых до подкожных, и могут варьировать от линейно-треугольных до узкотреугольных. Они могут быть плоскими или вогнутыми и иметь чешуйчатую текстуру на обеих сторонах. Края листовых пластинок часто пильчатые, а шипы могут быть плотно или рыхло расположены.
Соцветия растений могут быть сидячими, простыми или сложными. Цветки сидячие. Чашелистики свободные и могут быть прямостоячими или приподнятыми, асимметричными или редко симметричными. Вершина чашелистика может быть острая, заостренная, остроконечная или тупая. Лепестки белые, лопатчатые, с двумя бороздками. Края лепестков цельнокрайние, а вершина тупая. Придатки лепестков могут быть мешковидными, рваными или пальцевидными. Пыльники тупые. Рыльце простое и прямостоячее. Плоды имеют яйцевидную форму. Семена также имеют яйцевидную форму.

## Таксономия
Sincoraea была первоначально описана с одним видом — Sincoraea amoena. Этот вид характеризуется полностью или частично красными листьями во время цветения и отсутствием цветоноса, при этом образуется сидячие соцветия. Позже Sincoraea была объединена с родом Orthophytum. В последующие годы было описано множество новых видов под родом Orthophytum, имеющих аналогичные характеристики, как у Sincoraea amoena.
Sincoraea Ule, первое упоминание в Bot. Jahrb. Syst. 42: 191 (1908).

### Виды
Подтвержденные виды по данным сайта Plants of the World Online на 2023 год:
- Sincoraea albopicta (Philcox) Louzada & Wand.
- Sincoraea amoena Uletypus
- Sincoraea burle-marxii (L.B.Sm. & Read) Louzada & Wand.
- Sincoraea hatschbachii (Leme) Louzada & Wand.
- Sincoraea heleniceae (Leme) Louzada & Wand.
- Sincoraea humilis (L.B.Sm.) Louzada & Wand.
- Sincoraea mucugensis (Wand. & A.A.Conc.) Louzada & Wand.
- Sincoraea navioides (L.B.Sm.) Louzada & Wand.
- Sincoraea ophiuroides (Louzada & Wand.) Louzada & Wand.
- Sincoraea rafaelii (Leme) Louzada & Wand.
- Sincoraea ulei (Louzada & Wand.) Louzada & Wand.

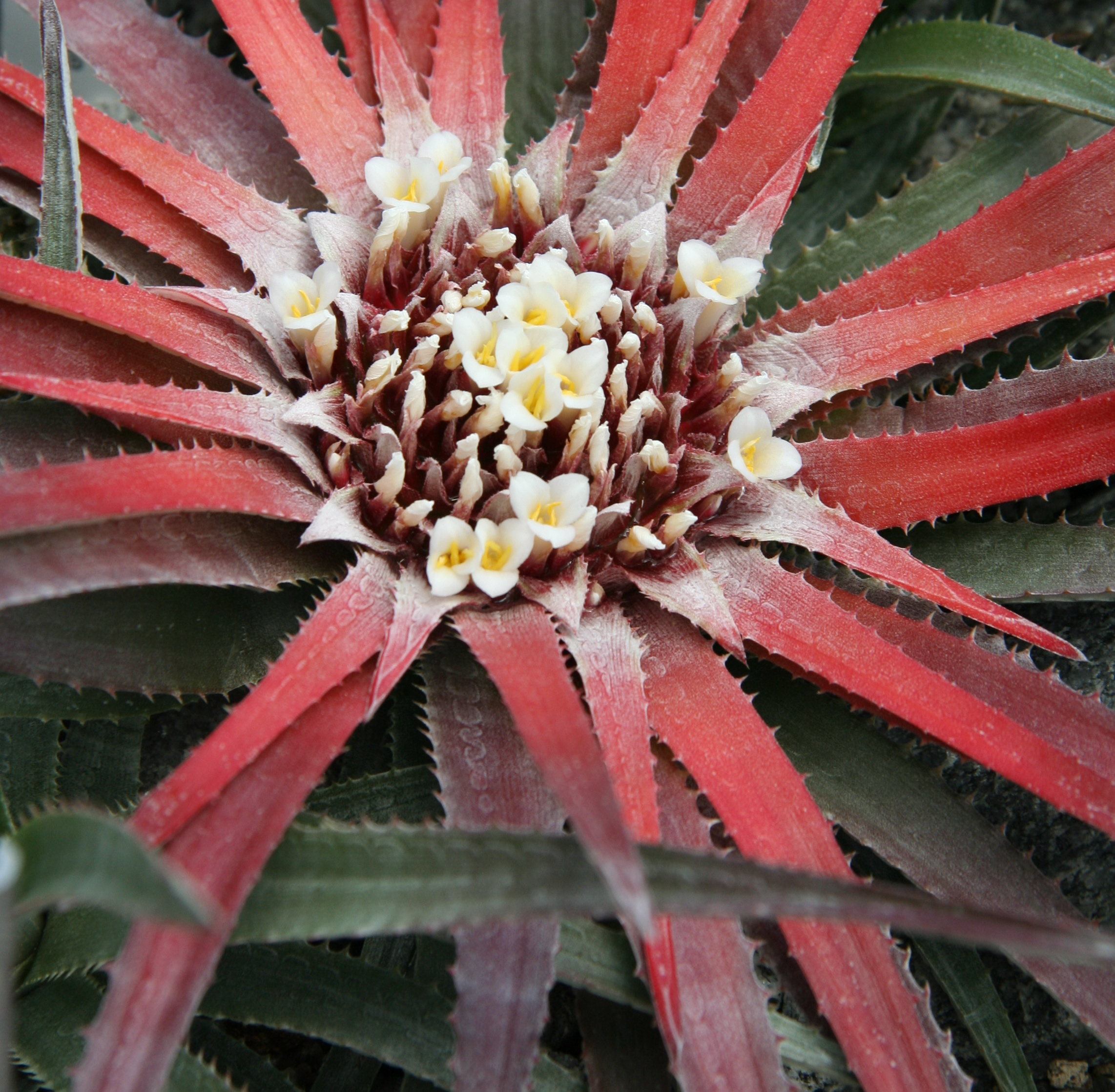
Sincoraea burle-marxii
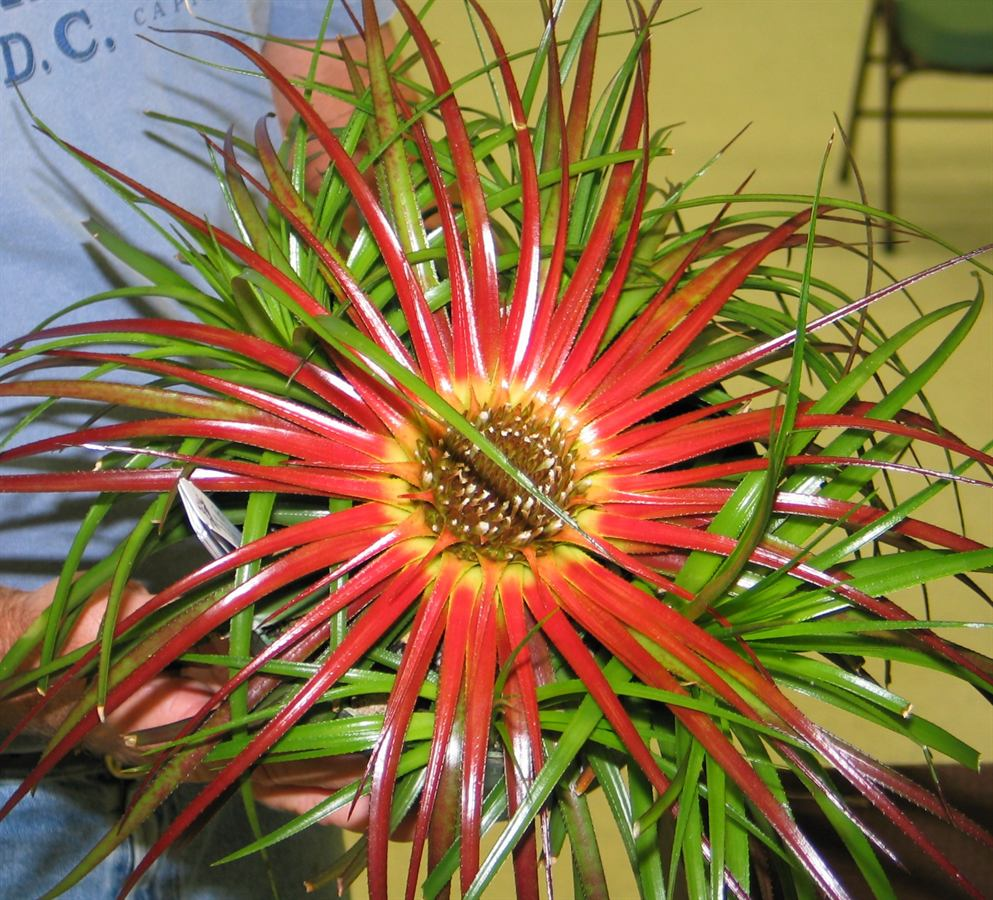
Sincoraea heleniceae